# Davide Baiocco
Davide Baiocco (ur. 8 maja 1975 w Perugii) – włoski piłkarz występujący na pozycji defensywnego pomocnika.

## Życiorys

### Kariera klubowa
Davide Baiocco jako junior występował we włoskich zespołach AS Gubbio oraz AC Perugia. Następnie wypożyczany był do Fano Calcio oraz Sieny. Od 1998 do 2000 występował w Viterbese Calcio, w którym rozegrał 52 mecze i strzelił 3 gole. Następnie powrócił do Perugii, w barwach którego pojawił się w 63 spotkaniach.
Dobrą formę Baiocco zauważyli działacze Juventusu, do którego włoski pomocnik dołączył w styczniu 2002 za kwotę 4,6 miliona euro. Z turyńskim zespołem Davide podpisał kontrakt na 4,5 roku. Jako zawodnik „Starej Damy” zagrał w 7 pojedynkach Serie A oraz 4 meczach Ligi Mistrzów. Ligowy debiut w barwach Juventusu zaliczył 15 września w zwycięskim 3:0 spotkaniu przeciwko Atalancie BC. Ostatecznie Baiocco nie spełnił oczekiwań zarządu i w późniejszym czasie wypożyczany był do innych klubów. Najpierw trafił do Piacenzy Calcio, skąd przeniósł się do Regginy Calcio, jednak w obu tych ekipach występował tylko przez 1 sezon. W 2004 Baiocco po raz kolejny w karierze został piłkarzem Perugii, dla którego tym razem zaliczył 33 występy.
Latem 2005 Włoch podpisał kontrakt z drugoligowym Calcio Catania, w barwach którego zadebiutował 2 września w wygranym 2:1 meczu z Brescią Calcio. Razem z Catanią Baiocco zajął drugie miejsce w rozgrywkach Serie B i awansował do najwyższej klasy rozgrywek w kraju. Baiocco stał się kapitanem sycylijskiej drużyny i podstawowym zawodnikiem linii pomocy.
15 lipca 2009 Baiocco odszedł do drugoligowej Brescii Calcio i od razu stał się jej podstawowym graczem. Następnie występował we włoskich klubach: Siracusa, Cremonese, Alessandria i Akragas. 1 września 2015 ponownie został piłkarzem Siracusa.

## Sukcesy

### Klubowe
Perugia
- Zwycięzca Primavera: 1995-1996

Juventus
- Zwycięzca Superpucharu Włoch: 2002

Akragas
- Zwycięzca Serie D: 2014–2015